# 足三兩
足三兩，香港稱為足三兩、新加坡为大汉堡包，是麥當勞推出的一種漢堡包，為繼巨無霸後的另一招牌食品。英文名稱的意思是「四分之一磅」，因為牛肉重量大約等如四分之一磅（烹調前計）。

## 材料
一個正常的足三兩，包括有四分之一磅（113.4克）牛肉（烹調前計）、兩塊芝麻麵包、酸瓜、茄醬及生洋蔥，而很多時候足三兩也會有一塊芝士。

## 歷史

### 香港

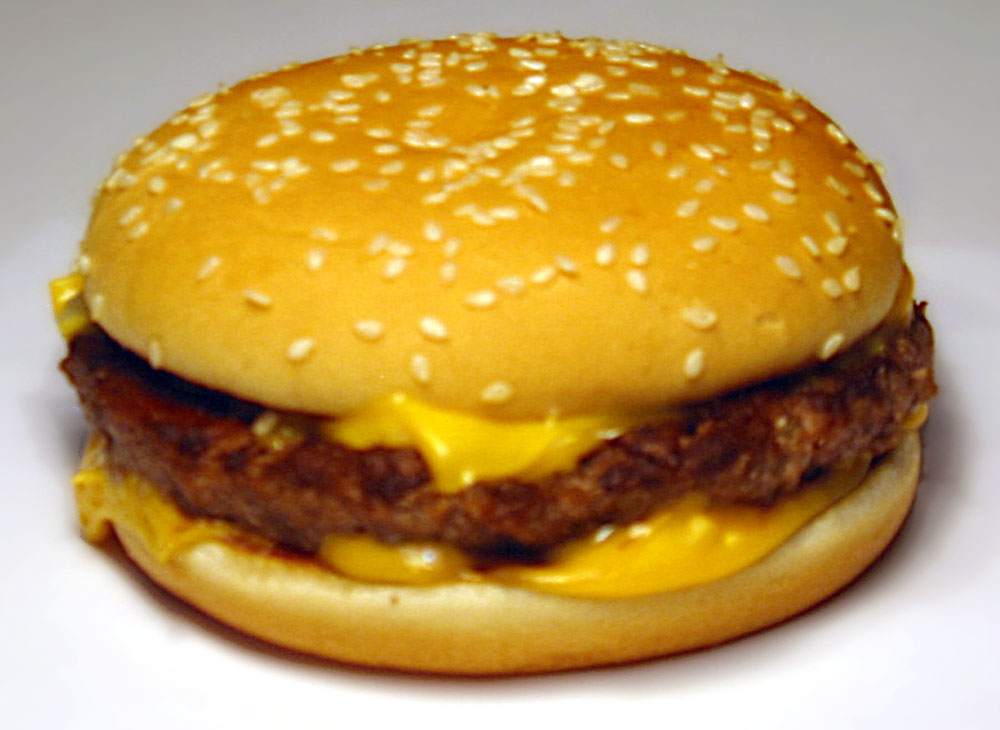
芝士「足三兩」
(Quarter Pounder with Cheese)

在麥當勞於1975年進入香港市場時，Quarter Pounder曾被命名為「大漢堡」，而Quarter Pounder with Cheese則被命名為「大芝士漢堡」，但於1980年代後停售。2000年代初，曾經作為推廣產品重新命名為，「足三兩」（或寫作足三両），因在香港度量衡制度中，1斤 = 16兩 = 4/3磅，所以1/4磅剛好就等於三兩，故而得名，但推廣期後便繼續停售。
直至2007年起，麥當勞在香港推出「Double足三兩」（Double Quarter Pounder，即是雙重份量的足三兩）作為MacTonight套餐，於香港時間每晚21:00至翌日凌晨04:00間供應。由於反應理想，香港麥當勞於2009年將其發售時段提早至上午11時開始，並重新引入常規版的「足三兩」作為長期發售的項目。足三兩及Double足三兩均已於2017年初停售 。
事實上，在香港售賣的「足三兩」實際重量只有100克。香港麥當勞的餐牌上足三兩及Double足三兩都會以小字體加上「烹調前」標籤，以符合香港海關《商品說明條例》的規定。

### 美國
2024年10月22日，美国疾病控制与预防中心表示，美国有10个州的多数病人吃了足三兩後感染大肠杆菌，其中90人生病，一名居住在科罗拉多州的老人因感染死亡。麦当劳发布声明称，大肠杆菌疫情可能与碎洋葱有关，這些洋葱片由泰勒农场位於科罗拉多州科罗拉多斯普林斯的一家工厂生產。麥當勞還在13个州將足三兩汉堡下架。